# Tripolis (Ponto)
Tripolis (en griego: Τρίπολις), antes Iscópolis, fue una ciudad antigua fortaleza en el Ponto Polemoniaco, en un río con el mismo nombre, y con un puerto bastante bueno. Ahora es el sitio de Tirebolu, Provincia de Giresun, Turquía. Perteneció al territorio de los mosinecos y estaba situado a una distancia de 18 km del cabo Cefirio. El lugar está situado en un promontorio rocoso.